# Takáts Ferenc
Takáts Ferenc (Békéscsaba, 1840. — New Orleans, Louisiana, USA, 1881. március 2.) magyar származású amerikai szabadságharcos katona az unionisták oldalán.

## Élete
Szülővárosában a zárlakatos szakmát tanulta ki, kalandvágyó természetű volt, Konstantinápoly vonzotta, két évet töltött ott, ahol könyvkötőként és pincérként működött. Megfordult a fejében az is, hogy beáll az itáliai Magyar Légióba, végül úgy döntött, hogy kivándorol Amerikába. 1862. november 4-én érkezett meg Bostonba (Massachusetts), innen néhány hónap múlva New Orleansba költözött. Ekkor már javában folyt az amerikai polgárháború, Takáts belépett az uniós hadseregbe, 1862. december 10-én tizedesi rangban sorozták be a 47. számú massachusettsi gyalogezred „K” századába. Naplójában panaszkodott a tapasztalatlan tisztek és legénységi állomány miatt, innen 1863. július 4-én szerelt le. Egy héttel később már az 1. számú louisianai lovasezredbe jelentkezett, ahol állítása szerint egy másik magyar katona is szolgált, Aisner (vagy Eisner) álnéven.
A csatákat illetően 1863-ban a franklini csatában (Tennessee) esett át a tűzkeresztségen, egy nagyobb csatában is részt vett 1863 őszén a Caloaso folyó mentén. 1863-64 telét Takáts ezredével New Town közelében töltötte. 1864 tavaszán Takátsot egy rövid időre a franklini fegyvergyárba irányították, majd visszarendelték alakulatához. 1864. május 14-én lovassági összecsapásban vett részt Morganza falu mellett (Louisiana), ebben az összecsapásban magyar barátja, Aisner a déliek fogságába esett. 1864 június 7-én őrmesteri előléptetésben részesült. 1864 karácsonyát lakóhelyén, New Orleansban töltötte. 1865 januárjában Louisiana állam fővárosa, Baton Rouge környékén állomásozott alakulatával. 1865 februárjában félreértés miatt hadbíróság elé állították gyilkosság vádjával, halálra ítélték, de szerencsére, még időben megkerült az igazi gyilkos.
1865 tavaszán az 1. számú louisianai lovasezredet Alabamába rendelték William Tecumseh Sherman tábornok parancsnoksága alá. Itt érte őket a háború vége, de még előbb Austinba (Texas), majd New Orleansba rendelték őket. Takáts 1865. december 20-án szerelt le. A polgárháború befejezése után vegyeskereskedést nyitott New Orleansban, 1867-ben még ott élt.
Arcképét lásd  Hazánk és a Külföld 1867. 19. sz.

## Publikációi
- Feljegyzéseit, emlékiratait közölte a Hazánk és a Külföld (1867. 13-17. sz.)
- Amerikai naplójából részleteket hozott a Békésmegyei Közlöny 1881. 28. sz.